# Šlep
Šlep (od nemačkog: schleppe = vući) ili prevedeno teglenica, ponegde i barža (od francuskog barge) je plovilo niskog gaza pravougaone forme bez vlastitog pogona, kog vuče (tegli, šlepa) tegljač da bi plovio. Služi za prevoz tereta rekama i kanalima, a ređe i morem.

## Karakteristike
Rečni šlep može biti zatvoren ili otvoren, a služi za transport kojekakvih tereta po unutrašnjim plovnim putevima.
Nosivost im je od 600 do 10 000 tona (i više), najčešće imaju kormilo, opremu za vezanje i stambeni prostor za mornare. Teretni prostor može biti jednodelni ili višedelni, kao što je to slučaj kod šlepova koji prevoze tečnosti (šlep-tanker).  Najstariji šlepovi bili su izgrađeni od drveta - dereglija, njih je vukla stoka, a često i ljudi, kao burlaci u Rusiji.
Od kraja 18. vijeka grade se mješovito od željeza i drva a tegle ih parobrodi, a danas se grade od čelika.
Tradicionalno su se nazivali prema nameni, tako su uljarice (tanker) transportovale naftu, ulje, benzin, vodu, vino, melasu i ostale tečnosti, drvarice drvo, a peskare (pletne) pesak i šljunak jaružan iz rečnog korita. Kod tog tipa šlepa postoji specijalna vrsta - klapet (senker), njemu se dno moglo otvoriti i tako se istresao teret.
Zatvoreni tip šlepa - nagibaljka s bočnim tankovima, koristio se kod hidrotehničkih radova; puštanjem vode u tankove s jedne strane -šlep bi se toliko nagnuo da je sav teret kliznuo u vodu.
Nekad je svaka reka imala svoj tip teglenica. Otkako su reke međusobno povezane kanalima, razvijen je unifikovani tip, kod kojih veličina zavisi od dimenzija ustava kroz koje moraju proći i od dubine vode u rečnom]] koritu.
Morske teglenice najčešće se koriste po lukama. Otvoreni tip lučkog šlepa bez palube koristi se za transport uglja ili nekog drugog rasutog tereta po luci. Zatvorena morska teglenica (peniša ili maona) služi za skladištenje robe po luci, ali ponekad i za transport robe morem.
Reke i jezera dugo su igrali veliku ulogu u prevozu rasutih tereta, kao što je ugalj u Nemačkoj, Holandiji, Francuskoj, Belgiji, Kanadi i Sjedinjenim Američkim Državama.
Troškovi transporta šlepovima zavisili su od broja koji je mogao vući jedan tegljač, a to pak zavisilo od dimenzija plovnog puta. Tako se po američkim rekama Ohaju, Tenesi i gornjem Misisipiju moglo tegliti i do 20 - 25 šlepova, a u donjem Misisipiju 25 - 35 šlepova. Svaki šlep je imao kapacitet do 1500 tona. Kako su vodeni putevi obično bili kružni, transport i isporuka bio je spor, ali vrlo ekonomičan.

## Moderna upotreba
Barže se u današnje vreme koriste za rasute terete male vrednosti, pošto je cena prenosa dobara baržama veoma niska. Barže se isto tako koriste za veoma teške i glomazne predmete. Tipična američka barža ima dimenzije od 195 ft × 35 ft (59,4 m × 10,7 m), i može da nosi oko 1.500 short tons (1.400 t) tereta. Najzastupljenije evropske barže su dimenzija 76,5 m × 114 m (251 ft × 374 ft) i mogu da nose oko 2.450 t (2.700 short tons).
Na primer, dana 26. juna 2006, reaktorska jedinica za katalitičko krekovanje teška 565-short-ton (513 t) je preneta baržom od Tulske luke Katusa u Oklahomi do rafinerije u Piskaguli u Misisipiju. Ekstremno veliki objekti se normalno prenose u sekcijama i sklapaju na odredištu, međutim prenos sklopljenih jedinica snižava troškove i umanjuje se zavisnost od građevinske radne snage na odredištu (koje se u ovom slučaju još uvek oporavljalo od uragana Katrina). Od 700 mi (1.100 km) dugog putovanja reaktora, samo oko 40 mi (64 km) je bilo preko suvog kopna, od krajnje luke do rafinerije.
Samopogonske barže se mogu koristiti kao takve kad putuju nizvodno ili uzvodno u mirnim vodama; one operišu kao barže bez pogona, uz pomoć tegljača, kada putuju uzvodno u bržim vodama. Kanalske barže se obično izrađuju za određeni kanal u kojem će se koristiti.
Mnoge barže, a posebno holandske barže, koje su originalno bile dizajnirane za prenos tereta duž evropskih kanala, više nisu dovoljno velike da bi se nadmetale u toj industriji sa velikim pogonskim plovilima. Mnoge od tih barži su bile renovirane i sad se koriste kao luksuzni baržni hoteli koji prevoze turiste duž istih kanala na kojima su nekad nosile žitarice ili ugalj.

## Tegljene ili druge bespogonske barže u Sjedinjenim Državama
U primitivnim regijama danas, i u svim predrazvojnim (bez autocesta ili željeznica) regijama širom sveta u vreme pre industrijskog razvoja i autoputeva, barže su bile dominantno i najudelotvornije sredstvo unutarnjeg prometa u mnogim regijama. To vredi i danas, za mnoga područja sveta.
U takvim preindustrijalizovanim, ili infrastrukturno slabo razvijenim regionima, mnoge barže su dizajnirane tako da se pokreću plovnim putevima dugim vitkim motkama (engl. poles) - i tako postaju poznate na američkim plovnim putevima kao poleboats. Prostrani zapadni deo Severne Amerike je delom naseljen koristeći ogromni sistem rečnih pritoka drenažnog sliva Misisipija. Polbrodovi za pogon koriste snagu mišića „šetača” duž strana koji guraju štapovima brod nasuprot struje odupirući se o dno reke, kanala ili jezera. Tokom naseljavanja američkog zapada bilo je generalno brže da se plovi nizvodno od Braunsvila u Pensilvaniji do ušća reke Ohaja sa Misisipijem i zatim pomoću štapova uzvodno nasuprot struje do Sent Luisa, nego da se putuje kopnom po retkim primitivnim zemljanim putevima tokom mnogih decenija nakon Američke revolucije.

## Literatura
- „All craft great and small”, Canal & River Trust, W. Owen, London, 2019, Приступљено 21. 1. 2020
- CESNI (2021), European Standard laying down Technical Requirements for Inland Navigation vessels (PDF), European Committee for drawing up Standards in the field of Inland Navigation (CESNI), Архивирано (PDF) из оригинала 2022-10-09. г.
- Commissioner of Navigation (1905), Annual Report of the Commissioner of Navigation, Department of Commerce and Labor
- Dickens, Charles (1880), Dickens's Dictionary of the Thames from Oxford to the Nore, Charles Dickens, London
- „Evolution of the inland barge”, Proceedings of the merchant marine council, The Merchant Marine Council of the United States, 15, стр. 140—141, 1958
- Illustrated Glossary for Transport Statistics 4th Edition, Eurostat - ITF - UNECE, 2010, ISBN 9789282102947
- McKellar, M.W.; Hocking, H.H. (1871), „Court of Common Pleas”, Reports of the Cases Relating to Maritime Law: Decided by the Admiralty, Horace Cox, London, III
- Phillips, J. (1792), A general history of inland navigation, foreign and domestic, I. and J. Taylor, London
- Redman, John B. (1843), „The terrace pier, Gravesend”, Minutes of Proceedings of the Institution of Civil Engineers, Institution of Civil Engineers, London
- Royal Commission on Labour (1893), Index to the Evidence taken before Groups A., B., & C., Her Majesty's Stationery Office
- Seymour, D.C. (1869), Proceedings of the commercial convention held in New Orleands, L. Graham & Co. New Orleans
- A Society of Gentlemen (1763), A New and Complete Dictionary of Arts and Sciences, W. Owen, London
- Thoresen, Carl A (2003). Port Designer's Handbook: Recommendations and guidelines. Thomas Telford Books. стр. 116. ISBN 0-7277-3228-5.
- Poulsen, B Lund;  . (1971). Teknisk Leksikon [The Technological Encyclopaedia] (на језику: дански). 2. København: A/S Forlaget for Faglitteratur København/Oslo. стр. 163—190. ISBN 87-573-0023-2.
- Bilinski, Marcie B.: "The Workhorse of the Waterways" Massachusetts Office of Coastal Zone Management, Coastlines 2007
- „Rotor Tug "RT Zoe"”. Marineline.com. 13. 9. 2006. Приступљено 19. 8. 2013.
- „Western Marine to build tugboat, vessel for Ctg port”. The Independent. 4. 6. 2012. Архивирано из оригинала 15. 04. 2016. г. Приступљено 19. 8. 2013.
- novatugnews. „Novatug.nl news”. Novatug. Архивирано из оригинала 2007-09-08. г. Приступљено 2008-01-18.
- novatugprod. „Novatug.nl product information”. Novatug. Архивирано из оригинала 2008-01-19. г. Приступљено 2008-01-18.
- „Port of Seattle”. Portseattle.org. Архивирано из оригинала 23. 7. 2011. г. Приступљено 2012-02-18.
- „tugrace.com”. tugrace.com. 2013-06-22. Архивирано из оригинала 2014-04-17. г. Приступљено 2014-03-23.
- „The Great Tugboat Race”. Архивирано из оригинала 2011-08-28. г. Приступљено 2012-06-13.
- „Schlepperballett: Kaiserwalzer der Kolosse – SPIEGEL ONLINE – Nachrichten – SPIEGEL TV”. Der Spiegel. Spiegel.de. 19. 5. 2002. Приступљено 2012-02-18.
- „Waterford Tugboat Roundup”. Tugboatroundup.com. Приступљено 2022-03-08.

## Spoljašnje veze
- Barge na portalu Encyclopædia Britannica (језик: енглески)
- Barge Lehigh Valley 79 at the Waterfront Museum, Brooklyn, New York, United States
- Britain's Official guide to canals, rivers and lakes
- Crane Barge 89 Ton Design 264B
- DBA The Barge Association
- The American Waterways Operators